# Нітрати (естери)
Нітрати органічні (рос. нитраты, англ. nitrates, нім. Nitrate n pl) — естери азотної кислоти HNO3. Містять у молекулі одну або декілька -ONO2-груп, пов'язаних з органічним радикалом за допомогою ковалентного зв'язку.

## Фізичні властивості
Безбарвні або світло-жовті приємні на запах рідини або тверді речовини. Погано розчинні у воді, часто утворюють азеотропні суміші з водою та етанолом, добре розчинні в органічних розчинниках.
Чуттєві до удару, при зберіганні можливий самовільний розклад із вибухом.

## Хімічні властивості
Алкілнітрати (угрупування -ONO2 приєднано до алкільного радикалу) зазвичай стійкі до дії кислот, в присутності каталітичної кількості сульфатної кислоти може відбуватися переестерифікація (так, з CH3COOH утворюють ацетати). Відновлення алкілнітратів веде до утворення відповідних спиртів з високим, інколи кількісним, виходом реакції, що дозволяє застосовувати групу -ONO2 для захисту групи OH у стероїдах та вуглеводах.
Ацилнітрати (угрупування -ONO2 приєднано до ацильного радикалу R(CO)-) при нагріванні відщеплюють CO2 та перетворюються на нітросполуки.

## Добування
Алкілнітрати у промисловості добувають естерифікацією спиртів концентрованою нітратною кислотою, її сумішшю з сульфатною або розчином в оцтовому ангідриді. В лабораторії їх добувають за реакцією алкілгалогенідів із AgNO3.
Ацилнітрати добувають дією HNO3 на ангідриди карбонових кислот.

## Використання
В органічному синтезі. Багато які, що містять активний оксиген, є вибуховими речовинами. Нітрогліцерин та інші нітрати багатоатомних спиртів корисні в медицині із судинорозширювальною дією.

## Біологічна дія
Токсичні. Вдихання пари, потрапляння на шкіру та у травний тракт спричиняє головний біль, серцебиття. Окиснюють гемоглобін до метгемоглобіну.